# Déjame dormir
Déjame dormir es el primer álbum oficial del proyecto musical Oddó del músico Ismael Oddó. Fue grabado por Carlo Colussi entre febrero y agosto de 2009 en Estudios Pulsar, y mezclado y masterizado por Gonzalo González (quien también ha trabajado con bandas como Los Tres, Los Bunkers, Los Prisioneros, entre otras) en marzo de 2010.

## Lista de canciones
Todas las canciones escritas y compuestas por Ismael Oddó. 
| N.º | Título                | Duración |  |
| 1.  | «Despiértame»         |          |  |
| 2.  | «Si has sabido de mí» |          |  |
| 3.  | «Déjame dormir»       |          |  |
| 4.  | «Ojos con humo»       |          |  |
| 5.  | «Desastre»            |          |  |
| 6.  | «No es igual»         |          |  |
| 7.  | «Huellas saturadas»   |          |  |
| 8.  | «Suena tan simple»    |          |  |
| 9.  | «Jimmy»               |          |  |
| 10. | «Recuerdos»           |          |  |

## Créditos
Grabación del álbum
- Ismael Oddó Arrarás: voz, guitarras, teclados y bajo.
- Carlo Colussi: guitarras y coros.
- Claudio Fierro: batería, percusión y teclados.

Invitados
- Francisca Valenzuela: piano.
- Jorge Chehade: guitarra.
- Ismael Oddó Méndez: cuatro.

Jorge Chehade es guitarrista de la banda de Francisca Valenzuela, en la cual también toca el bajo Ismael Oddó. Jorge, junto con Renato Garretón (en el bajo) y Lego Moustache (baterista de Javiera Mena, en teclado y percusiones) lo acompañaron en las presentaciones en vivo promocionales del álbum.